# Chrysobothris javana
Chrysobothris javana es una especie de escarabajo del género Chrysobothris, familia Buprestidae. Fue descrita científicamente por Thomson en 1879.